# ギヨーム・ボナフォン
ギヨーム・ボナフォン（Guillaume Bonnafond、1987年6月23日 - ）は、フランス、ヴァランス出身の自転車競技（ロードレース）選手。

## 来歴
2006年
- パリ〜ツール エスポワール10位

2007年、AG2R・ラ・モンディアルの下部チーム、シャンベリー・シクリズムに加入
- パリ〜ツール エスポワール9位

2008年、8月1日付けでAG2R・ラ・モンディアルとスタジエール契約で加入。
- フランス選手権 アマチュア 個人ロード 2位

2009年、AG2R・ラ・モンディアルに正式に加入
- ジロ・デ・イタリア 総合87位初完走

2010年
- ブエルタ・ア・エスパーニャ 総合58位初完走

2011年
- ブエルタ・ア・エスパーニャ 総合26位

2012年
- パリ〜コレーズ 総合2位
- ツール・ド・レン 総合7位

2013年
- ツール・デュ・リムザン 総合6位